# Wembworthy
Wembworthy – wieś i civil parish w Anglii, w Devon, w dystrykcie Mid Devon. W 2011 civil parish liczyła 246 mieszkańców. Wembworthy jest wspomniana w Domesday Book (1086) jako Mameorde/Mameorda.